# Wólka Łękawska
Wólka Łękawska – wieś w Polsce położona w województwie łódzkim, w powiecie bełchatowskim, w gminie Bełchatów, przy drodze wojewódzkiej nr 484 z Bełchatowa do Kamieńska.
W latach 1975–1998 miejscowość administracyjnie należała do województwa piotrkowskiego.